# أورسن وأوليفيا
أورسن وأوليفيا مسلسل رسوم متحركة فرنسي إيطالي من إنتاج إليبس إنترتيمنت وكولينجوود أوهير . أنتج عام 1995 . تمت دبلجة المسلسل للعربية وتم عرضه على قناة ART للأطفال .

## روابط خارجية
- أورسن وأوليفيا على موقع IMDb (الإنجليزية)
- أورسن وأوليفيا على موقع كينوبويسك (الروسية)
- أورسن وأوليفيا على موقع ألو سيني (الفرنسية)
- أورسن وأوليفيا على موقع قاعدة بيانات الفيلم (الإنجليزية)
- أورسن وأوليفيا على ألو سيني
- La série sur Planète Jeunesse